# اوسی‌زد
اوسی‌زد (انگلیسی: OCZ) شرکت فناوری اطلاعات آمریکایی است، که در سال ۲۰۰۲ تأسیس شد.